# 石原こと
石原 こと（いしはら こと、1982年2月19日 - ）は、日本のAV女優。ファイブプロモーション所属。静岡県出身。
血液型:O型。身長:151cm。スリーサイズ:B88(G)・W57・H88cm。

## 略歴・人物
2006年に「小泉ありさ（こいずみ ありさ」の芸名でデビューした巨乳AV女優である。当時の所属事務所・バービープロによるプロフィールは、生年月日:1986年9月16日、出身地:兵庫県、血液型:O型、身長:155cm、スリーサイズ:B86(D)・W59・H85cm。ただし、公式サイトでは出身地（静岡県）、血液型（A型）や体のサイズなど一部が異なっている。
2009年より「石原こと」に改名して活動している。

## 出演作品

### アダルトビデオ（「小泉ありさ」名義）
2006年
- 大阪ムスメ ありさちゃん（22）（1月11日、プレステージ）
- 恥ずかし牝（1月13日、映天）
- レズ奴隷 6 堕ちゆく女教師（1月19日、ディープス）
- ど素人 5（1月21日、クリスタル映像）
- 超絶 巨乳妻 鬼畜射精（1月23日、豊彦企画） ※「三浦ありさ」名義
- めちゃ2 イク2 お嬢さま 5（3月4日、クリスタル映像）
- 着衣アクメ倶楽部 派遣コンパニオン（4月5日、姦姦倶楽部）
- カップルズ KANSAI 京都・奈良・新神戸・三ノ宮編（4月25日、h.m.p）
- 家庭教師はガマンできない 22（5月13日、クリスタル映像）
- 団地妻 生中出し 7（5月19日、TMA）
- ダッチワイフ妻 3 ♦私の淫乱妻を可愛がって下さい♦（6月23日、グローリークエスト）
- 素人美女アルバム 2 ［京都・博多編］（6月25日、TMクリエイト）
- 月刊 関西ギャルズ 関ギャル 滋賀大津の女（7月25日、アリーナエンターテインメント）
- ｢間違えたフリして女性専用車両に乗り込んでヤられた｣ VOL.1（8月4日、DANDY）
- オフィスレディ*（8月11日、ビッグモーカル）
- 身を売る少女 03（8月22日、ガールハント）
- 憧れの生・黒タイツ 4（8月25日、TMクリエイト）
- 巨乳キャバクラ嬢（9月8日、TMA）
- 家庭教師 誘惑個人授業（9月8日、ビッグモーカル）
- 素人オフィスレディ（10月25日、ビッグモーカル）
- 南国♥カフェへようこそ!! GO（グランドオープン） -完全版-（11月15日、南国学園祭）
- 発情家庭教師（11月25日、ビッグモーカル）
- オフィスレディ 2*（12月8日、ビッグモーカル）
- 京娘全身舐め癒し倶楽部（12月15日、アロマ企画）
- 酒池肉林 IT社長の贅沢乱交パーティー!!（12月21日、プレステージ）
- メガネっ女教師 2（12月22日、笠倉出版社）

2007年
- ペニバンマダムの晩餐（1月10日、AVS）
- 野外露出恥辱プレイ（1月25日、アリーナエンターテインメント）
- FETCH & EROTIC お姉さん黒Stocking 3（1月26日、笠倉出版社）
- 巨乳乱舞（1月27日、HG PRO）
- いとおかし（糸お菓子） 陵辱エロス遊戯（2月11日、ソルト・ペッパー）
- 絶頂互助会 憧れの巨乳和服妻（2月25日、シャッフル）
- 求人案内 7 【どんな制服娘をお探しですか?】（3月25日、TMクリエイト）
- 不倫人妻 淫乱温泉旅情 -淫蕩の章- ありさ（3月28日、姦姦倶楽部）
- 家庭教師の誘惑 先生もうこんなに濡れてるの、ねぇお願いッ早くナメて…（3月31日（レンタル） / 4月18日（セル）、アテナ映像）
- 母乳も飛び散る♪ 巨乳レズエステ（4月5日、アキノリ）
- あ〜何でこんなにいいの 行きずりの男に抱かれた旅の宿/18才の娘が知る悦楽の禁親相姦/28才の人妻が知るまわしの官能（6月25日、FAプロ）
- 巨乳人妻を廻す!! 輪姦されても潮を吹く人妻（6月28日、コロナ社）
- 美人教師の午後は妄想おもらし三昧（7月4日、AVS）
- マザコンマニアのツボ ママとの秘事（7月4日、AVS）
- 募集広告を見て来た素人娘 OL・22歳（9月1日、募集）
- シロダマ 03 大阪素人若妻 やり逃げ強制中出し（10月2日、エクスチェンジ）
- 巨乳 ペニバンクィーンズ（12月1日、AVS）
- 癒しのおちち Vol.5（12月15日、テイクワン）
- 真中出し巨乳シースルー（12月26日、豊彦企画） ※「小泉あやか」名義

2008年
- 巨乳人妻淫乱陵辱（1月11日、ソルト・ペッパー）
- 巨乳人妻淫猥ペット（4月7日、マドンナ）
- 好きモン奥さんの汁だく交尾（5月25日、マドンナ）
- ものすごく淫らな巨乳美熟女（8月25日、マドンナ）

2009年
- 中出しソープ 麗しの熟女湯屋 美熟女京都総本店（2月4日、グローバルメディアエンタテインメント）
- 「魅せる不倫」 淫らな甘酸っぱい香りの不倫妻 熟れた肢体を微妙に揺らせ「お願い、入れて〜」（2月26日、コロナ社）
- 陵辱レイプ事件 〜闇金の実態〜（2月28日、アリウス）
- 淫らな人妻たちの完熟交尾（4月30日、アリウス）
- 色っぽい超名器の巨乳妻達が潮を吹く!! ピクピク締める濡れた淫穴…（6月27日、コロナ社）
- あ〜中年男 おっぱい/おけつ/太もも/下着 フェチ（8月25日、FAプロ）
- 非道徳（10月13日、FAプロ）

### アダルトビデオ（「石原こと」名義）
2009年
- 若奥さまは犯されたい 5（2月21日（レンタル） / 3月20日（セル）、クリスタル映像）
- 高級ソープへいらっしゃい 22（3月21日（レンタル） / 4月24日（セル）、クリスタル映像）
- E-BODY（8月13日、E-BODY）
- 癒しの寮生活 〜寮母の優しいサービス〜（9月12日、タカラ映像）

2010年
- 素人ナンパ 街で見かけたセレブな人妻 生中出し（4月20日、ピーターズ）オムニバス作品
- 乱れる人妻 性欲を抑えきれない人妻 こと（5月17日、Nadeshiko）
- 巨乳女狩り 42（7月10日（レンタル） / 8月13日（セル）、クリスタル映像）…オムニバス作品
- 近親相姦 美乳母に狂わされた息子（7月10日、ヴィーナス）
- 続 友達の母親（7月15日、センタービレッジ）
- 私は痴女 人妻編 奥さん! その乳、不謹慎です（7月17日（レンタル） / 8月27日（セル）、クリスタル映像）
- お客を拒めない人妻たち 出張回春マッサージ 自宅盗撮（8月19日、タカラ映像）オムニバス作品
- 巨乳人妻 羞恥露出の散歩 〜Gカップ人妻32歳、石原こと〜（9月3日、ヤブサメ）
- いやらし母とドラ息子による近親調教記録（9月16日、タカラ映像）オムニバス作品 ※「石原琴美」名義
- 人妻自慰レシピ 欲情色野菜オナニー（10月12日、ラハイナ東海）
- ママとぼくのひみつ ママにまかせて♪お口でちんちんのお皮をむきむきして、ココに挿れれば、も〜っと気持ちイイ射精が出来るのよ♥（11月25日、ヤブサメ）
- 近親相姦 汗っかき母さんのびしょ濡れ交尾（12月16日、センタービレッジ）

2011年
- 男湯で美人清掃員と2人きり、生唾を飲み込みチ〇ポを欲しがる視線に勃起してしまうと…当然ヤられた!（1月1日、BOKKIBOKI）
- 湯けむり近親相姦 母子入浴交尾（2月1日、ヴィーナス）
- 掃除中に我慢できずにオナニーしてしまう だらしのないエロ妻たち（7月1日、ヤブサメ）

## 書籍

### 写真集
「小泉ありさ」名義
- ARISA （2006年6月、ホワイトヴィレッジスタジオ制作部） ※CD-Rもあり